# Liste deutscher Adelsgeschlechter/D
| Name                                                          | Zeitraum                                           | Anmerkungen | Wappen                               |
| ------------------------------------------------------------- | -------------------------------------------------- | --- | ------------------------------------ |
| D’Orville                                                     | 16. Jh.                                            | ursprünglich aus dem Dorf Orville nahe Valenciennes (Pas de Calais); wurden im 16. Jahrhundert zu Glaubensflüchtigen und wanderten nach Antwerpen und dann in das heutige Deutschland aus; 1743 deutscher Adelsstand |                                      |
| D’Uclaux de La Valette                                        | seit 1311                                          | französisches, preußisches und österreichisches Adelsgeschlecht |                                      |
| Dachpeck                                                      | ab 1135                                            | niederösterreichisches Adelsgeschlecht |                                      |
| Dachröden                                                     | seit ca. 1500                                      | Thüringer Adelsgeschlecht |                                      |
| Dacziczky von Hesslowa                                        | seit 1571                                          | böhmisches Briefadelsgeschlecht; 1571 Adelsstand, 1773 böhmischer Ritterstand, 1814 österreichischer Freiherrenstand |                                      |
| Dael                                                          | bis 19. Jh.?                                       | erloschenes westfälisches Patrizier- und Adelsgeschlecht |                                      |
| Dahl (Dael)                                                   | 1238 bis 19. Jh.                                   | erloschenes westfälisches Adelsgeschlecht |                                      |
| Dahlhausen                                                    | bis Mitte 16. Jh.                                  | erloschenes westfälisches Adelsgeschlecht |                                      |
| Dahn (Tann)                                                   | Ende 12. Jh. bis 1603                              | erloschenes pfälzisches Adelsgeschlecht |                                      |
| Dalberg                                                       | 1208–1979                                          | erloschenes deutsches Adelsgeschlecht; 1654 Freiherrentitel |                                      |
| Dallwitz (Scof)                                               | seit 1174                                          | einer der drei Zweige des uradeligen fränkischen und tirolischen Geschlechts Scof (neben den Gotsch und den Schaffgotsch); Herren und Grafen |                                      |
| Dalwigk / Dalwig                                              | seit 1227                                          | hessisch-waldeckscher Uradel |                                      |
| Damerau                                                       |                                                    | preußisches, pommerellisches und polnisches Adelsgeschlecht | Damerau-Wojanowski Damerau-Dabrowski |
| Damitz                                                        | seit 1240 bis ?                                    | pommersche Adelsfamilie aus der Region von Cammin |                                      |
| Damm                                                          | seit 1267                                          | niedersächsisch-westfälisches Adelsgeschlecht |                                      |
| Damnitz                                                       | seit 1299                                          | pommersches Uradelsgeschlecht |                                      |
| Danckelmann                                                   | seit 1227                                          | deutsches Adelsgeschlecht aus Westfalen |                                      |
| Dannenberg                                                    | seit 1190                                          | niedersächsischer Uradel |                                      |
| Danwitz                                                       | seit dem 14. Jh.                                   | schlesischer, österreichischer, niederrheinischer Adel |                                      |
| Darl                                                          | ab 1463                                            | westfälisches Adelsgeschlecht |                                      |
| Dassanowsky                                                   | seit dem 14. Jh.                                   | österreichischer Zweig der preußisch-polnischen Adelsfamilie Taczanowski, die zum Adelsgeschlecht der Jastrzębiec gehört |                                      |
| Dassel                                                        | seit 1230                                          | niedersächsisches Uradelsgeschlecht |                                      |
| Grafen von Dassel                                             | ca. 1100 bis 1310                                  | Grafen im Suilbergau nördlich des Solling mit den Herrschaften Einbeck und Dassel |                                      |
| Dathe von Burgk                                               | ab 1822                                            | sächsisches Briefadelsgeschlecht; 1822 Freiherrenstand |                                      |
| Daublebsky von Sterneck                                       | ?                                                  | in mehrere Linien verzweigtes, ursprünglich aus Böhmen stammendes österreichisches Adelsgeschlecht; 1620 böhmischer Adelstand; 1786 österreichischer Ritterstand; 1792 Reichsfreiherrenstand; 1807 österreichischer Freiherrnstand |                                      |
| Daun / Daun-Falkenstein / Daun-Oberstein                      | 1163–1851                                          | Adelsgeschlecht aus Daun in der Eifel; später im Rheinland und Österreich |                                      |
| Davensberg                                                    | bis 14. Jh.                                        | erloschenes westfälisches Dynastengeschlecht |                                      |
| Debschitz                                                     | seit 1280                                          | altes, oberlausitzer bzw. niederschlesisches Adelsgeschlecht |                                      |
| Dechow                                                        | 1230 bis 19. Jh.                                   | mecklenburgisch-pommersches Adelsgeschlecht |                                      |
| Decken                                                        | seit 1250                                          | altes, niedersächsisches (Kehdinger) Adelsgeschlecht |                                      |
| Degenberg                                                     | 1186–1602                                          | altes Adelsgeschlecht im Bayerischen Wald; 1465 Reichsfreiherrenstand |                                      |
| Degenfeld                                                     | seit 1281                                          | seit dem 13. Jahrhundert mit Lehnsrechten in Baden und Württemberg nachgewiesene Adelsfamilie |                                      |
| Degingk                                                       | ab 1654                                            | westfälisches Patrizier- und Adelsgeschlecht; 1654 Reichsadelsstand |                                      |
| Dehio                                                         | seit 18. Jh.                                       | deutsch-baltisches und russisches Adelsgeschlecht |                                      |
| Dehn                                                          | seit 1635                                          | baltisches Adelsgeschlecht |                                      |
| Dehn / Daehn                                                  | seit 18. Jh.                                       | baltisch-niederländisches Adelsgeschlecht |                                      |
| Deitert                                                       | ab ca. 1419                                        | westfälisches Patrizier- und Adelsgeschlecht |                                      |
| Delbrück                                                      | seit 1645                                          | niedersächsische Familie aus Alfeld an der Leine; preußischer Adelsstand durch Verleihung des Schwarzen Adlerordens 1896 |                                      |
| Delitz, Delitzsch, Delitsch                                   | seit 1197                                          | uradlige Familie, mit niedersächsischen und brandenburg-preußischen Zweigen |                                      |
| Della Scala                                                   | ?                                                  | italienisches und österreichisches Adelsgeschlecht; 1816 österreichischer Grafentitel (siehe auch Stammliste der Scaliger) |                                      |
| Dellingshausen                                                | seit 1385                                          | Einbecker und Revaler Patriziergeschlecht, 1680 schwedische Adelsnaturalisation, 1785 Reichsfreihhernstand, 1862 russische Genehmigung des Führens des Baronstitels für das Gesamtgeschlecht |                                      |
| Delwig                                                        | seit 1238                                          | westfälisches, später deutsch-baltisches Uradelsgeschlecht; 1720 schwedischer Freiherrenstand, 1868 russische Barone |                                      |
| Demritz                                                       | bis Anfang 18. Jh.                                 | Lausitzer Adelsgeschlecht |                                      |
| Denffer                                                       | seit 1665                                          | altes kurländisches Adelsgeschlecht |                                      |
| Dequede                                                       | seit 1272                                          | ursprünglich altmärkisches Adelsgeschlecht |                                      |
| Derenthall                                                    | ?                                                  | westfälisches Adelsgeschlecht; 1646 schwedischer Adelsstand; 1703 Erneuerung des Reichsadelsstand |                                      |
| Derfelden                                                     | seit 16. Jh.                                       | baltisches Adelsgeschlecht |                                      |
| Derfflinger                                                   | 1674–1724                                          | erloschenes brandenburgisches freiherrliches Geschlecht |                                      |
| Dernath                                                       | bis 1877                                           | erloschenes schleswig-holsteinisches Adelsgeschlecht, das ursprünglich aus den Niederlanden stammte und auch in Böhmen und Ungarn ansässig war |                                      |
| Dernbach                                                      | seit 1213                                          | hessisch-fränkisches Adelsgeschlecht |                                      |
| Dersch                                                        | 1261–1717                                          | nordhessisch-westfälisches Adelsgeschlecht |                                      |
| Derschau                                                      | seit 1602                                          | preußisch-kurländisches Geschlecht, 1602 rittermäßiger Reichsadelsstand, 1603 böhmischer Adelstand, 1663 brandenburgische Adelsbestätigung mit Wappenbesserung, 1682 Immatrikulation bei der kurländischen Ritterschaft, 1740 preußisches Indigenat, 1817 Immatrikulation bei der Adelsklasse im Königreich Bayern, 1862 russische Anerkennung der Berechtigung zur Führung des Baronstitels |                                      |
| Desfours                                                      | seit 16. Jh.                                       | altes, lothringisches Adelsgeschlecht |                                      |
| Dessin                                                        | 1242 bis 18. Jh.                                   | mecklenburgisches Adelsgeschlecht |                                      |
| Dettelbach                                                    | 1101–1578                                          | unterfränkisches Adelsgeschlecht |                                      |
| Detten                                                        | seit 1534                                          | westfälisches Adelsgeschlecht aus dem Münsterland |                                      |
| Deuring                                                       | seit 1612                                          | in Vorarlberg beheimatetes österreichisches Adelsgeschlecht mit ursprünglichem Stammsitz in Bregenz |                                      |
| Devivere                                                      | ?                                                  | ursprünglich niederländisches, später auch in Westfalen ansässiges Adelsgeschlecht |                                      |
| Dewaldt                                                       | seit 1679                                          | österreichisches Adelsgeschlecht; 1679 Freiherrenstand |                                      |
| Dewall                                                        | seit 1429                                          | niederländisch-westfälisches Adelsgeschlecht |                                      |
| Dewitz                                                        | seit 1212                                          | altes, norddeutsches Adelsgeschlecht |                                      |
| Deym                                                          | seit 1385                                          | böhmisches Uradelsgeschlecht; 1708 böhmischer, alter Herrenstand als Deym Freiherr von Střítež, 1730 böhmischer Grafenstand als Deym Graf von Střítež, 1813 Eintragung bei der Grafenklasse der Adelsmatrikel im Königreich Bayern |                                      |
| Di Pauli von Treuheim                                         | seit 1798                                          | tirolerisches Briefadelsgeschlecht; 1798 erbländisch-österreichischer Ritterstand; 1813 Immatrikulierung in Bayern; 1827 Immatrikulierung in Tirol; 1837 erblich-österreichischer Freiherrenstand |                                      |
| Dichtl                                                        | seit 1351                                          | Münchner Patrizier- und Adelsgeschlecht |                                      |
| Diebitsch                                                     | seit 1311                                          | altes, schlesisches Adelsgeschlecht |                                      |
| Diede zum Fürstenstein                                        | Ende 13. Jh. bis 1807                              | hessisches Ministerialen- und Adelsgeschlecht |                                      |
| Diedenshausen                                                 | 1194–1440                                          | westfälisch-hessisches Adelsgeschlecht |                                      |
| Dieffhaus                                                     | bis 1678                                           | westfälisches Adelsgeschlecht |                                      |
| Diemar                                                        | seit 1474 in Thüringen                             | altes, fränkisches Adelsgeschlecht |                                      |
| Diener                                                        | 12. – 16. Jh.                                      | ritterbürtig, ursprünglich als Sachsenhauser schlossgesessen zu Sachsenhausen bei Deiningen an der Isar; erstmals um 1303 Diener genannt, dann Patrizier zu München |                                      |
| Diepenbrock                                                   | seit 12. Jh.                                       | westfälisches Adelsgeschlecht; 1652 Reichsfreiherrenstand, 1713 bestätigt; 1719 Reichsgrafenstand; 1740 preußisches Grafendiplom sowie preußisches Freiherrendiplom; 1840 und 1841 Freiherrendiplom unter dem Namen „von Diepenbroick-Grüter“; 1845 bayerisches Freiherrendiplom |                                      |
| Diepholz                                                      | 1109–1585                                          | ab 12. Jahrhundert Edelherren, ab 1530 Grafentitel, 1585 ausgestorben; siehe auch Stammliste des Hauses Diepholz |                                      |
| Diepoldinger-Rapotonen                                        | 955 bis 13. Jh.                                    | zwischen 1256 und 1258 erloschenes mächtiges und einflussreiches Geschlecht im Heiligen Römischen Reich | –                                    |
| Diesbach                                                      | seit 1416                                          | ehemals regierendes Geschlecht der Republik Bern (erloschen); Freiburger Patrizierfamilie |                                      |
| Dieskau                                                       | seit 1225                                          | meißnisches Adelsgeschlecht |                                      |
| Diessenhofen                                                  | 13. bis 15. Jh.                                    | Rittergeschlecht des 13. bis 15. Jahrhunderts von Diessenhofen im Thurgau in der heutigen Schweiz; Zweig der Herren von Hettlingen |                                      |
| Diest                                                         | seit 1687                                          | briefadeliges Geschlecht, dessen Ursprünge in Westfalen liegen |                                      |
| Dietherr von Anwanden                                         | 1431–1819                                          | Familie aus der Freien Reichsstadt Nürnberg |                                      |
| Dietlein                                                      | seit 1906                                          | preußisches Adelsgeschlecht |                                      |
| Dietrich                                                      | seit 1719                                          | Industriellen-Dynastie im Nord-Elsass; 1719 Freiherrn des Heiligen Römischen Reichs |                                      |
| Dietrichstein                                                 | 1002–1864                                          | aus Kärnten stammendes Adelsgeschlecht |                                      |
| Diez                                                          | 1073–1472                                          | mittelalterliches Dynastengeschlecht im mittleren Lahngebiet |                                      |
| Diezelsky                                                     | seit 2. Hälfte 16. Jh.                             | pommerellisches, pommersches und preußisches Adelsgeschlecht |                                      |
| Digeon von Monteton                                           | ?                                                  | ursprünglich französisches, später preußisches Adelsgeschlecht |                                      |
| Dillingen                                                     | 11.–13. Jh.                                        | erloschenes schwäbisches Adelsgeschlecht |                                      |
| Dincklage                                                     | seit 1231                                          | westfälischer Uradel, 1231 erstmals urkundlich erwähnt |                                      |
| Dinsing                                                       | seit 1482                                          | erloschenes westfälischen Adelsgeschlecht |                                      |
| Dirckinck-Holmfeld                                            | seit 18. Jh.                                       | dänisches Adelsgeschlecht, das auch in preußischen Diensten stand; Reichsritterstand 18. Jh. |                                      |
| Diringshofen                                                  | seit 1495                                          | preußisches Adelsgeschlecht |                                      |
| Ditfurth                                                      | seit 1148                                          | Adelsgeschlechts des Harzgaues; vier Linien: Quedlinburg, Halberstadt, Aschersleben und Blankenburg |                                      |
| Ditmar                                                        | seit 1725                                          | baltisches Adelsgeschlecht |                                      |
| Ditten                                                        | seit 1220                                          | altes, mecklenburgisches Adelsgeschlecht, 14. / 15. Jahrhundert Übersiedlung in die Prignitz, 16. Jahrhundert Übersiedlung nach Dänemark, blühte noch im 20. Jahrhundert in Norwegen |                                      |
| Dittmer                                                       | ?                                                  | ursprünglich aus Pommern stammendes, später österreichisches Adelsgeschlecht |                                      |
| Dittrich                                                      | ab 1766                                            | Görlitzer Briefadelsgeschlecht |                                      |
| Dobbe                                                         | 1230–1795                                          | westfälisch-rheinländisches Adelsgeschlecht |                                      |
| Dobber                                                        | bis ca. 1520                                       | westfälisches Adelsgeschlecht |                                      |
| Dobeneck                                                      | seit 1279                                          | altes, fränkisches Adelsgeschlecht |                                      |
| Doberschütz                                                   | etwa 1470                                          | altes, schlesisches und lausitzisches Adelsgeschlecht |                                      |
| Doblhoff                                                      | seit 1706                                          | Tiroler Adelsgeschlecht; 1706 österreichischer Ritterstand |                                      |
| Dobschütz                                                     | seit 1266                                          | altes, schlesisches Adelsgeschlecht |                                      |
| Doderer                                                       | seit 1877                                          | österreichische Adelsfamilie |                                      |
| Doetinchem de Rande                                           | seit 1180                                          | niederländisches und preußisches Adelsgeschlecht |                                      |
| Dohna                                                         | seit 1127                                          | edelfreies Burggrafengeschlecht aus Schlesien, Preußen und der Lausitz; 1648 kaiserliche Anerkennung als Reichs- und Burggrafen und Grafen |                                      |
| Dohnányi                                                      | seit 1653                                          | ungarisches und deutsches Adelsgeschlecht |                                      |
| Dölau                                                         | seit 1288                                          | vogtländisches und meißnisches Adelsgeschlecht |                                      |
| Dolberg                                                       | 1151 bis 14. Jh.                                   | erloschenes westfälisches Edelherrengeschlecht |                                      |
| Dölberg (genannt Sudthausen)                                  | ?                                                  | westfälisches Adelsgeschlecht |                                      |
| Dolfin                                                        | ?                                                  | venezianische Patrizierfamilie; 1817 österreich-italienische Adelsbestätigung; 1819 bzw. 1820 österreichischer Grafenstand; 1841 Adelsstand des österreichischen Kaiserstaates |                                      |
| Dollen                                                        | seit 1288                                          | altmärkischer Uradel; 1854 Namens- und Wappenvereinigung mit den von Mellin als von der Dollen-Mellin |                                      |
| Dombrock                                                      | bis 18. Jh.                                        | aus den Niederlanden stammendes, später in Westfalen ansässiges Adelsgeschlecht |                                      |
| Dönhoff                                                       | seit 1282                                          | Adelsfamilie aus der Grafschaft Mark in Westfalen; seit 1633 Reichsgrafen; Reichsfürstenstand für einen Zweig 1637 |                                      |
| Donndorf                                                      | seit 1398 (möglicherweise erloschen)               | Adelsfamilie aus Oberfranken; eine gleichnamige thüringische Familie ist Mitte des 13. Jahrhunderts erloschen |                                      |
| Donop                                                         | seit 1227                                          | niedersächsischer Uradel aus der Grafschaft Lippe |                                      |
| Donowe                                                        | 1251–1461                                          | westfälisches Adelsgeschlecht; stammesverwandt mit den von dem Bussche |                                      |
| Dorfeld                                                       | 1144–1609                                          | westfälisch-hessisches Adelsgeschlecht |                                      |
| Dorgelo                                                       | seit 1381                                          | niedersächsisches, später auch westfälisches Uradelsgeschlecht |                                      |
| Döring                                                        | ab 1275                                            | Braunschweiger Ratsgeschlechts, das sich auch ins lüneburgische Patriziat und den mecklenburgischen Landadel ausbreitete, sowie in dänische Dienste eintrat |                                      |
| Döring                                                        | seit 1307                                          | Breslauer Patriziergeschlecht |                                      |
| Döring                                                        | 1252–1791                                          | erloschenes hessisches Adelsgeschlecht |                                      |
| Dörnberg                                                      | seit 1100                                          | hessischer Uradel; 1663 Reichsfreiherrenstand; 1865 österreichischer Grafenstand |                                      |
| Dornberg                                                      | 1160–1257                                          | hessisches Adelsgeschlecht und Reichsministeriale zu Burg Dornberg; erloschen 1257 |                                      |
| Dorne                                                         | seit 1535                                          | aus Barmen stammendes Lübecker Ratsgeschlecht; Reichsadelsbestätigung 1672 |                                      |
| Dorneburg genannt Aschebrock / Dorneburg genannt von der Lage | ab 1243                                            | westfälisches Adelsgeschlecht |                                      |
| Dornsperg                                                     | ab 1532                                            | in den Städten des Bodensees blühendes Ratsherrengeschlecht; 1532 Reichsadelsstand; 1693 Freiherrenstand |                                      |
| Dortmund                                                      | 1189–1452                                          | westfälisches Ministerialengeschlecht, Grafen, mit den Herren von Lindenhorst und den Herren von Königsberg eines Stammes |                                      |
| Dossow                                                        | seit 1277                                          | brandenburgisches Uradelsgeschlecht aus der Prignitz |                                      |
| Douglas                                                       | seit 12. Jh. seit 1848 (Baden) seit 1884 (Preußen) | vom gleichnamigen schottischen Clan abstammendes deutsches Adelsgeschlecht; zwei nicht direkt verwandte Linien: Badische Linie: von der schwedischen Linie abstammend, 1848 badischer Grafenstand durch Ehe mit der Gräfin von Langenstein-Gondelsheim Preußische Linie: 1884 preußischer Freiherrenstand; 1888 preußischer Grafenstand                                                      |                                      |
| Drachenfels                                                   | 12. bis 16. Jh.                                    | rheinisches Uradelsgeschlecht |                                      |
| Drachstedt                                                    | seit 12. Jh.                                       | sächsisches Uradelsgeschlecht |                                      |
| Drantum                                                       | 12. bis 16. Jh.                                    | westfälisches Adelsgeschlecht |                                      |
| Draschwitz                                                    | 1311–1565                                          | erloschenes meißnisch-sächsisches Adelsgeschlecht |                                      |
| Drebber                                                       | ?                                                  | westfälisch-niedersächsisches Adelsgeschlecht |                                      |
| Drechsel                                                      | seit 14. Jh.                                       | bayerisches Patrizier- und Adelsgeschlecht; 1556 Reichsadelsstand; 1763 österreichischer Freiherrenstand |                                      |
| Dreer                                                         | bis Mitte 15. Jh.                                  | erloschenes westfälisches Uradelsgeschlecht |                                      |
| Drenteln                                                      | seit 1691                                          | baltisch-schwedisches Adelsgeschlecht |                                      |
| Dreschwitz                                                    | seit 1232                                          | bayerisches Adelsgeschlecht |                                      |
| Dresky                                                        | seit 1261                                          | schlesisches Adelsgeschlecht |                                      |
| Dressel von Neuenberg                                         | seit 1617                                          | deutsch-böhmisches Patrizier- und Briefadelsgeschlecht; 1617 Adelsstand |                                      |
| Driburg                                                       | 1179–1463                                          | erloschenes westfälisches Edelherrengeschlecht |                                      |
| Drieberg                                                      | seit 1178                                          | erloschenes mecklenburgisches Adelsgeschlecht mit Wurzeln im Großraum Schwerin / Rostock |                                      |
| Driesch                                                       | ?                                                  | westfälisch-rheinländisches Adelsgeschlecht |                                      |
| Driesch (Grünscheid)                                          | ab 16. Jh.                                         | bergisches Adelsgeschlecht |                                      |
| Driesch (Schlebuschrath)                                      | ab 16. Jh.                                         | bergisches Adelsgeschlecht |                                      |
| Driesen                                                       | seit 1405                                          | preußisch-kurländisches Adelsgeschlecht |                                      |
| Drolshagen                                                    | seit 13. Jh.                                       | erloschenes westfälisches Ritter- und münsteraner Patriziergeschlecht |                                      |
| Drosedow                                                      | 1462–1849                                          | hinterpommersches Uradelsgeschlecht |                                      |
| Droste zu Erwitte                                             | 14. Jh.                                            | erloschenes westfälisches Geschlecht |                                      |
| Droste zu Hülshoff                                            | seit 1147 (auch als von Deckenbrock)               | westfälischer Uradel, Freiherrenstand von alters her |                                      |
| Droste zu Vischering                                          | seit 1170 (als von Wulfheim)                       | Uradel des Hochstifts Münster; 1670 Freiherrenstand; 1826 preußischer Grafenstand |                                      |
| Druchtleben                                                   | bis 1773                                           | niedersächsisch-westfälisches Adelsgeschlecht |                                      |
| Druffel                                                       | ab 1804                                            | westfälisches Adelsgeschlecht; 1804 Adelsdiplom |                                      |
| Drygalski                                                     | nach 1505                                          | altes und begütertes ostpreußisches Adelsgeschlecht; 1755 preußische Adelsanerkennung; |                                      |
| Du Jarrys von La Roche                                        | ab 1216                                            | ursprünglich aus der Provinz Anjou in Frankreich stammendes, später in Deutschland ansässiges Adelsgeschlecht |                                      |
| Du Plat                                                       | seit 1657                                          | französischen Adelsgeschlechts; später auch in Kurhannover, England und Dänemark zum Adel gerechnet |                                      |
| Dubský                                                        | ?                                                  | altes böhmisch-mährisches und österreichisches Adelsgeschlecht und gehört zum österreichischen Hochadel; 1653 Fürstenstand |                                      |
| Dücker                                                        | um 1190                                            | Limburgischer, später deutsch-baltischer Uradel; 1634, 1671, 1711, Freiherrenstand für unterschiedliche Stämme; 1719 schwedischer Grafenstand für Haus Meyris in Estland |                                      |
| Düdelsheim                                                    | 1239 ersterwähnt, 1587 erloschen                   | mittelrheinisches Rittergeschlecht aus der Wetterau |                                      |
| Düdinck                                                       | 1320–1637                                          | westfälisches Adelsgeschlecht |                                      |
| Duesberg                                                      | 1840–1872                                          | westfälisches Adelsgeschlecht |                                      |
| Dugel von Carben                                              | 1225–1525                                          | erloschenes mittelrheinisches Ministerialengeschlecht in der Wetterau |                                      |
| Duino                                                         | 1150–1406                                          | erloschenes österreichisches Ministerialengeschlecht |                                      |
| Dumbsdorf                                                     | bis Mitte 18. Jh.                                  | niedersächsisch-westfälisches Adelsgeschlecht |                                      |
| Dünewald                                                      | bis 1727                                           | erloschenes schlesisches Adelsgeschlecht luxemburgischer Abstammung |                                      |
| Düngelen                                                      | 1228 bis 17. Jh. (?)                               | erloschenes westfälisches Adelsgeschlecht; |                                      |
| Dürckheim                                                     | seit 1185                                          | pfalzisch-elsässischer Uradel. Sei Ende des 18. Jahrhunderts als Eckbrecht von Dürckheim-Montmartin bzw. Dürckheim-Montmartin in Bayern. |                                      |
| Dürfeld                                                       | ab 15. Jh.                                         | deutsch-baltisches Adelsgeschlecht, das sich nach Preußen, Sachsen und Österreich ausbreitete |                                      |
| Düring                                                        | seit 1140                                          | niedersächsisches Adelsgeschlecht; 1719 schwedischer Freiherrenstand; 1752 schwedischer Grafenstand; 1881 preußische Bestätigung des Freiherrentitels |                                      |
| Dürn                                                          | 12. Jh. bis 1333                                   | erloschenes staufisches Ministerialengeschlecht |                                      |
| Dürnholz                                                      | 12. und 13. Jh.                                    | erloschene, mährische Adelsfamilie | –                                    |
| Dürr                                                          | 1388–1583                                          | erloschenes österreichisches Adelsgeschlecht aus Krain |                                      |
| Dürrmenz                                                      | 1159 bis ?                                         | erloschenes mittelalterliches Adelsgeschlecht |                                      |
| Dürrschnabel                                                  | 16. Jh. (?)                                        | erloschenes schlesisches Adelsgeschlecht im Fürstentum Neisse |                                      |
| Dusas                                                         | bis 2. Hälfte 16. Jh.                              | erloschenes westfälisches Patrizier- und Adelsgeschlecht |                                      |
| Düssen                                                        | 1813–1909                                          | erloschenes niederländisch-westfälisches Briefadelsgeschlecht |                                      |
| Düsterloh                                                     | ?                                                  | ursprünglich westfälisches Adelsgeschlecht, das auch in das Baltikum und nach Schlesien kam |                                      |
| Düthe                                                         | bis 18. Jh.                                        | niedersächsisches Adelsgeschlecht |                                      |
| Düvel                                                         | bis ca. 1500                                       | niedersächsisch-westfälisches Adelsgeschlecht |                                      |
| Dwingelo                                                      | bis heute                                          | niederländisch-niedersächsisches Adelsgeschlecht |                                      |
| Dyhrn                                                         | seit 1276                                          | preußisch-schlesisches Adelsgeschlecht, das ursprünglich aus dem meißnischen Uradel stammt |                                      |
| Dyke                                                          | 1276 bis Mitte 16. Jh.                             | erloschenes westfälisches Adelsgeschlecht |                                      |